# Smithtown (New York)
Smithtown (voluit: Town of Smithtown) is een gemeente en stad (town) in Suffolk County aan de noordkant van Long Island in de Amerikaanse staat New York. De stad telt 117.481 inwoners.

## Etymologie
De stad is waarschijnlijk genoemd naar kolonist Richard Smith. Volgens een volksverhaal zou hij de dochter van het opperhoofd van de Shinnecock, een van de inheemse stammen op Long Island, hebben gered. Door deze heldhaftige daad zou hij van het opperhoofd te horen hebben gekregen dat hij al het land mocht hebben dat hij binnen één dag kon bereiken op een stier.

## Geografie

### Dorpen en steden
Andere tot de gemeente behorende plaatsen zijn:
- Head of the Harbor
- Nissequogue
- Village of the Branch
- Commack (een klein deel van de plaats behoort tot de gemeente Huntington)
- Fort Salonga (een klein deel van de plaats behoort tot de gemeente Huntington)
- Hauppauge (een deel van de plaats behoort tot de gemeente Islip)
- Kings Park
- Lake Ronkonkoma (een klein deel van de plaats behoort tot de gemeentes Islip en Brookhaven)
- Nesconset
- Smithtown-dorp
- St. James
- North Smithtown
- San Remo
- Smithtown Pines

Van oorsprong hoorde ook Village of the Landing bij de gemeente, maar in 1939 hield het dorp op te bestaan.

### Parken
Naast diverse kleinere parken in de stad, liggen er vier grote parken rondom Smithtown:
- Caleb Smith State Park Preserve, een nationaal park aan de zuidwestkant
- Sunken Meadow State Park, eveneens een nationaal park
- Nissequogue River State Park, eveneens een nationaal park
- Blydenburgh Park Historic District, een park aan de rand van de stad met vele historische elementen

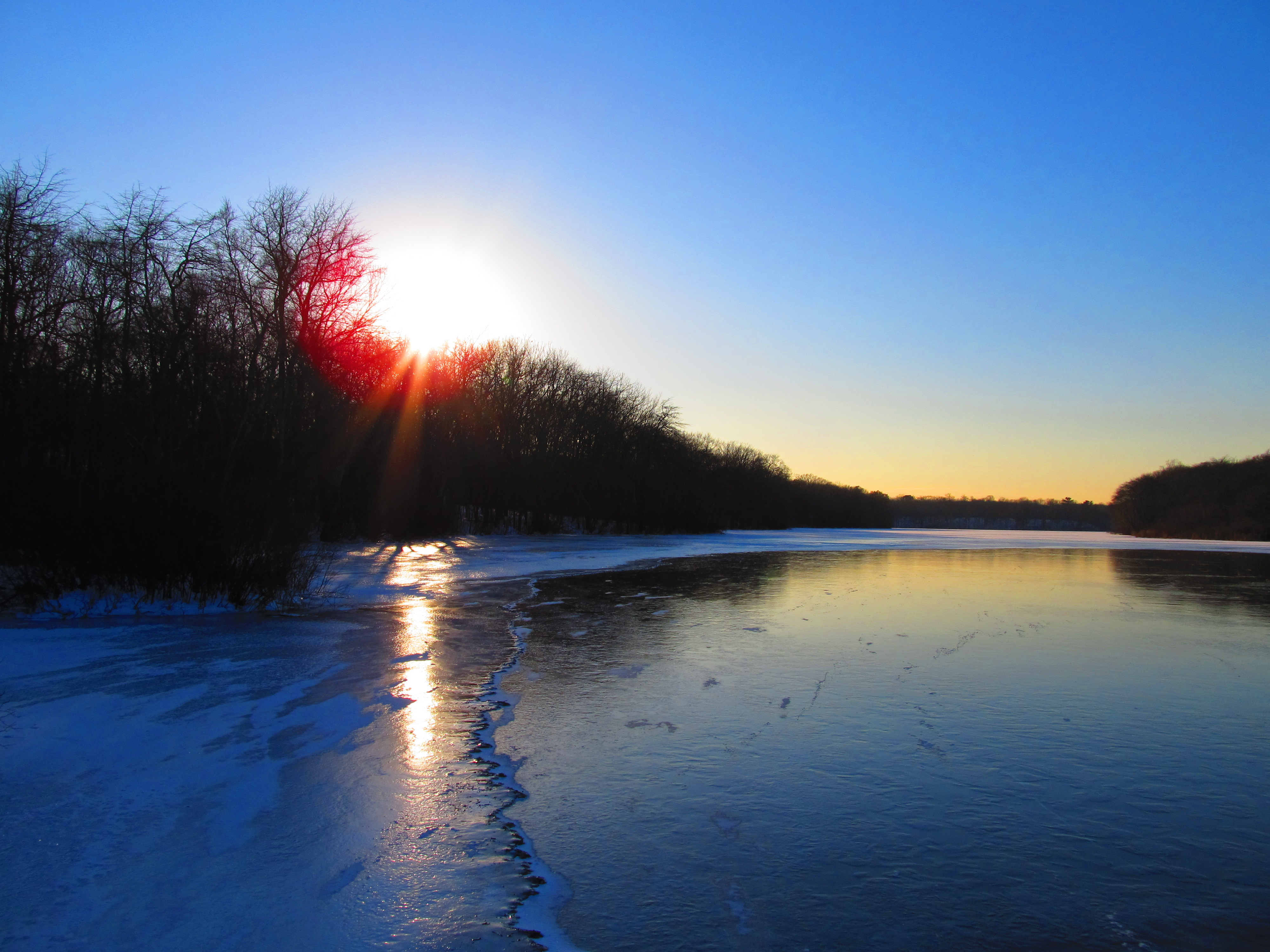
Bevroren meer in Blydenburgh Park

## Geschiedenis

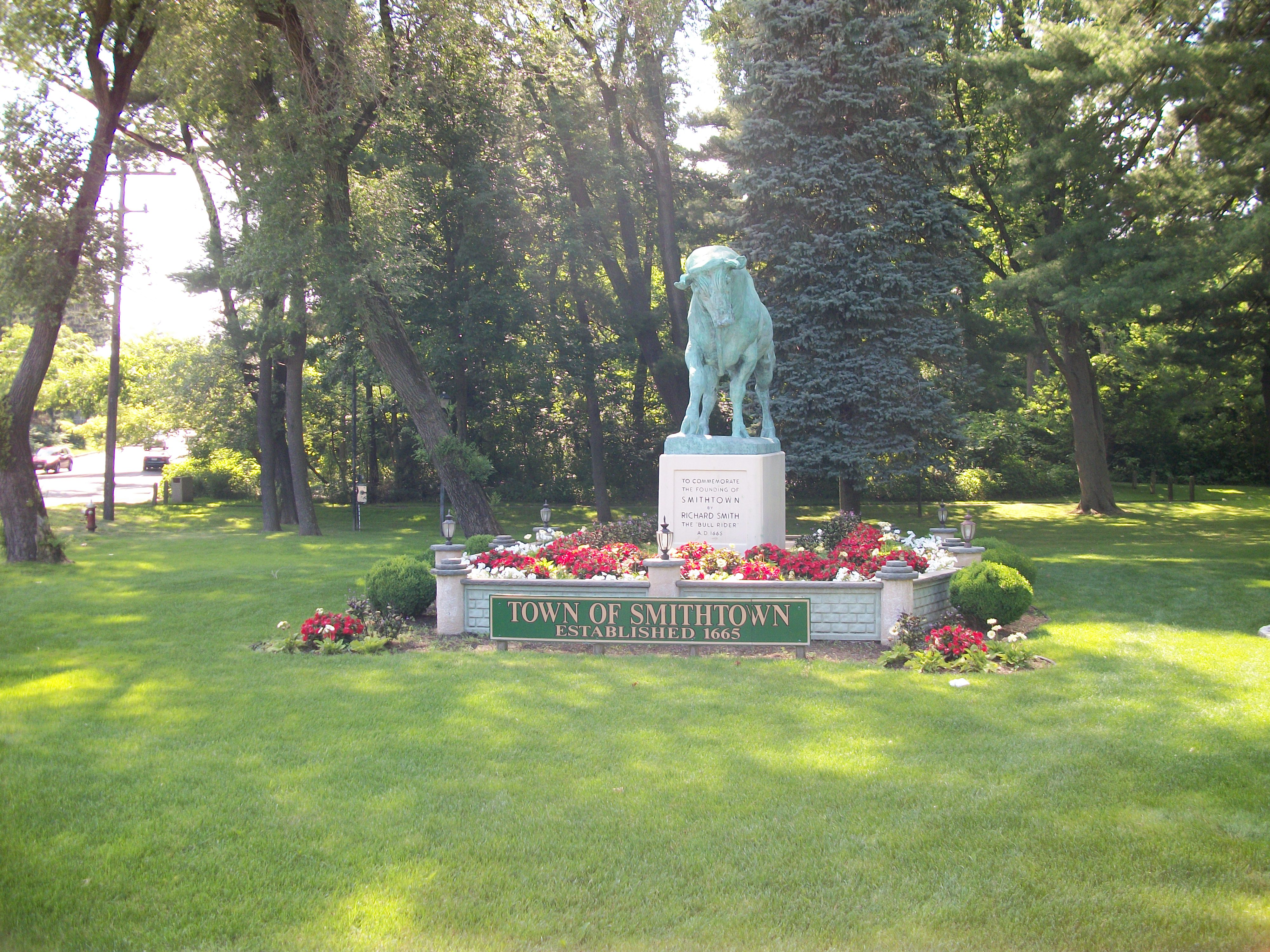
Standbeeld van de stier die Richard Smith zou hebben bereden

Smithtown, oorspronkelijk "Smithfield", is rond 1665 ontstaan. Volgens een volksverhaal zou ene Richard Smith de dochter van het opperhoofd van de Shinnecock, een van de inheemse stammen op Long Island, hebben gered. Door deze heldhaftige daad zou hij van het opperhoofd te horen hebben gekregen dat hij al het land mocht hebben dat hij binnen één dag kon bereiken op een stier. Hij koos er voor om op de langste dag van het jaar te rijden, zodat hij meer tijd tot zijn beschikking had. Er staat een groot, anatomisch juist standbeeld van de stier (die Whisper zou hebben geheten) bij de splitsing van Jericho Turnpike (New York State Route 25) en St. Johnland Road (New York State Route 25A).
De grens van Smithtown en Huntington wordt gevormd door de weg Bread and Cheese Hollow Road (Suffolk County Road 4), vernoemd naar de Bread and Cheese hollow, een plek waar Richard Smith zou hebben geluncht. Zijn lunch bestond uit, zoals de naam al doet vermoeden, een boterham met kaas. Volgens het volksverhaal zou deze weg zelfs deels het oorspronkelijke traject volgen dat Smith per stier aflegde.
Op de grens stond later Fort Salonga, een Brits fort dat in gebruik was tijdens de Amerikaanse Revolutie.
Het huidige gemeentehuis aan Main Street dateert van 1912 en werd in 2015 hernoemd naar (inmiddels voormalig) burgemeester Patrick Vecchio.

## Verkeer en vervoer

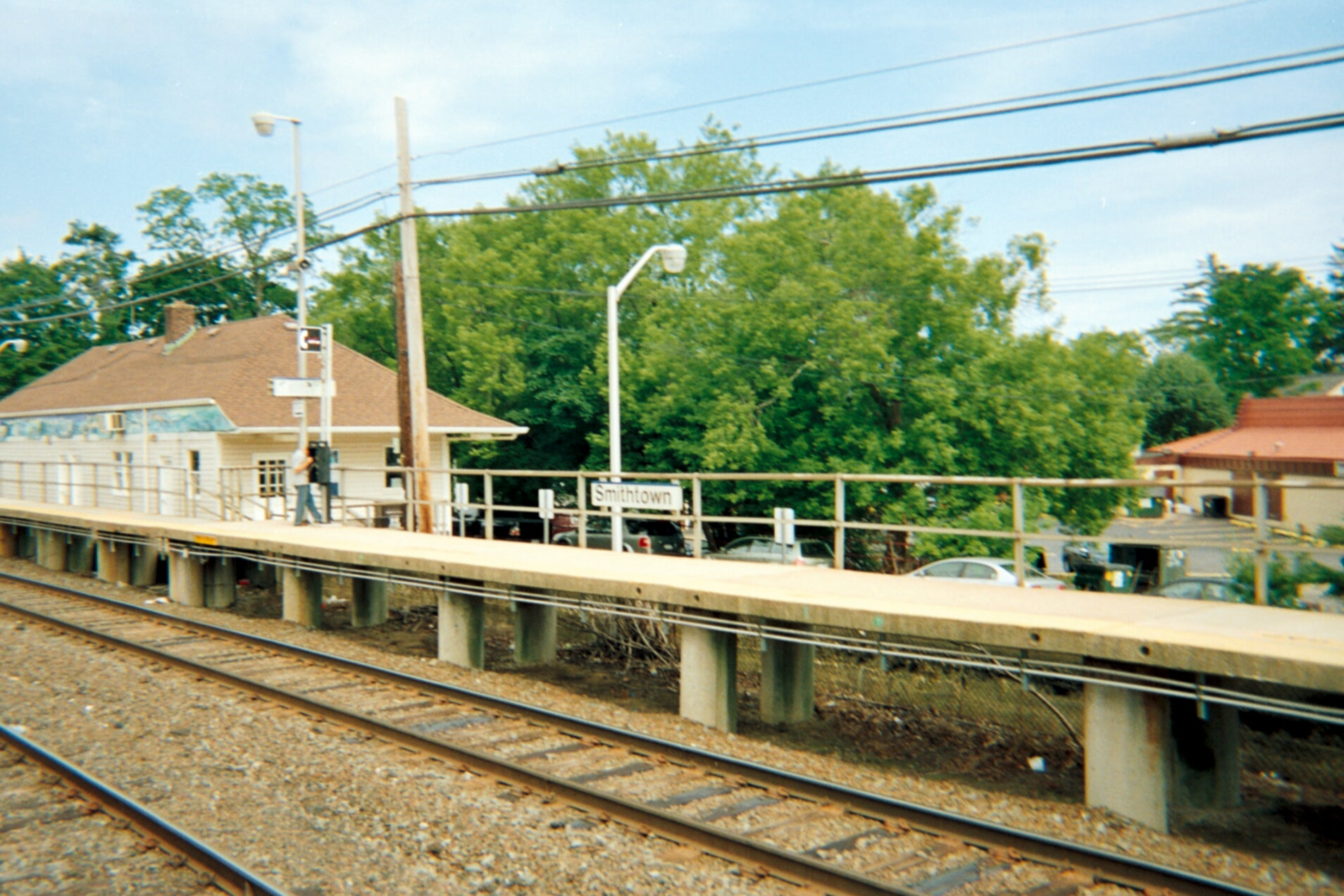
Station Smithtown

### Spoorlijnen
Er zijn drie stations in de gemeente Smithtown: Kings Park, Smithtown en St. James. Alle stations liggen langs de Port Jeffersonlijn van de Long Island Rail Road.

### Buslijnen
De gemeente Smithtown wordt bediend door diverse buslijnen van Suffolk County Transit.

## Scholen
Er zijn in totaal 14 scholen in de gemeente Smithtown.

### Basisscholen

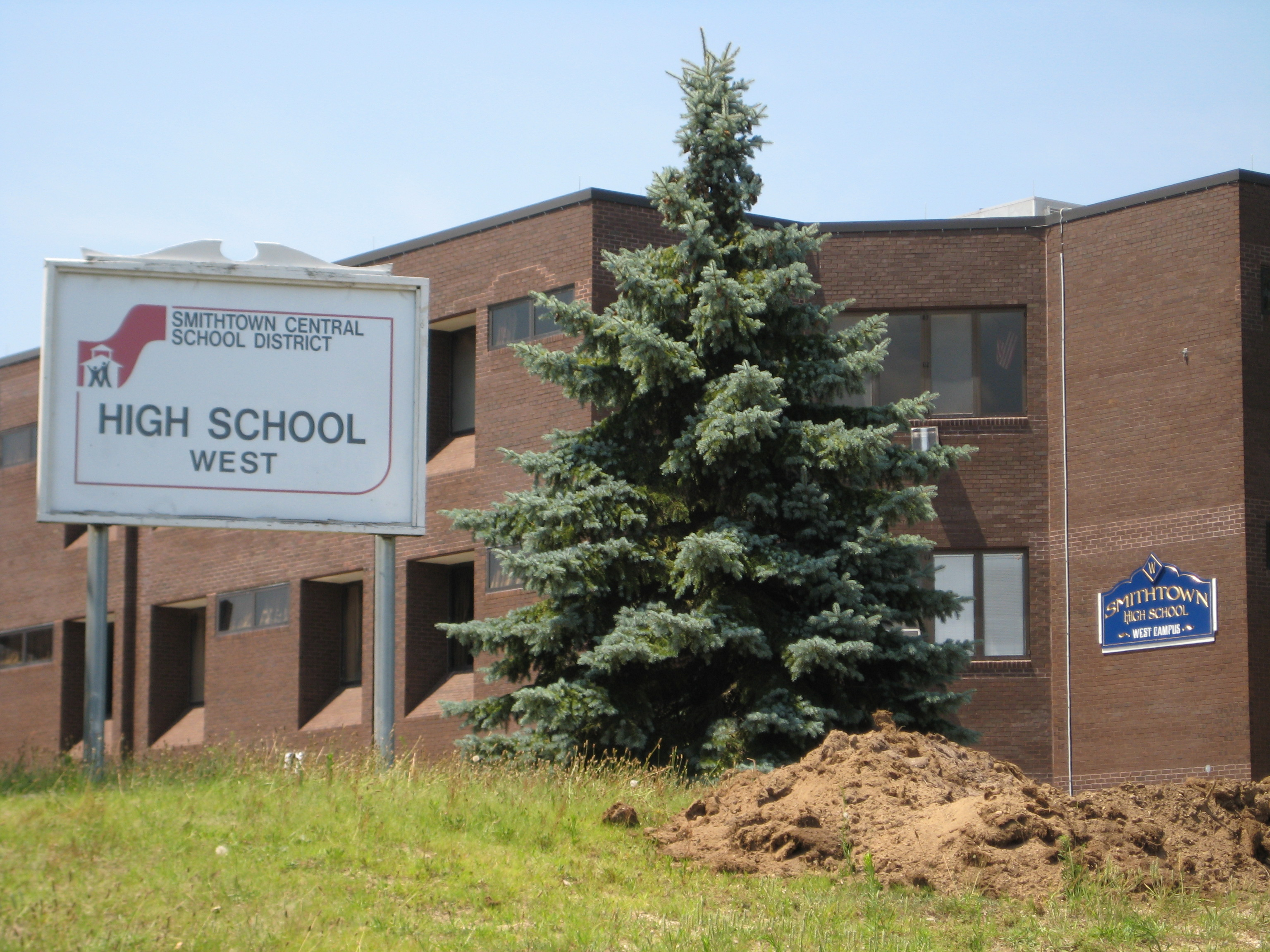
Eastern Campus (ook wel bekend als Smithtown High School West)

- Accompsett Elementary School
- Dogwood Elementary School
- Mills Pond Elementary School
- Mt. Pleasant Elementary School
- Smithtown Elementary School
- St. James Elementary School
- Tackan Elementary School

### Middenscholen
- Accompsett Middle School
- Great Hollow Middle School
- Nessaquake Middle school

### Middelbare scholen
- Eastern Campus
- Western Campus

### Privéscholen
- Smithtown Christian School (basis- en middenschool)

## Media
De gemeente heeft een eigen televisiekanaal genaamd SGTV. Verder verschijnt wekelijks een nieuwe editie van de krant The Times of Smithtown Township.

## Trivia
- In het tot de gemeente behorende dorp Nesconset stond het attractiepark Spaceplex, waar de 9-jarige Katie Beers in 1992 zou zijn ontvoerd. Dit verhaal bleek echter niet te kloppen.[9][10]
- Voormalig burgemeester Patrick Vecchio was de langstzittende burgemeester ooit in de Verenigde Staten. Hij zetelde er van 1977-2017, een periode van 40 jaar.[11] Patrick Vecchio overleed op 6 april 2019 op 88-jarige leeftijd.[12]

## Galerij

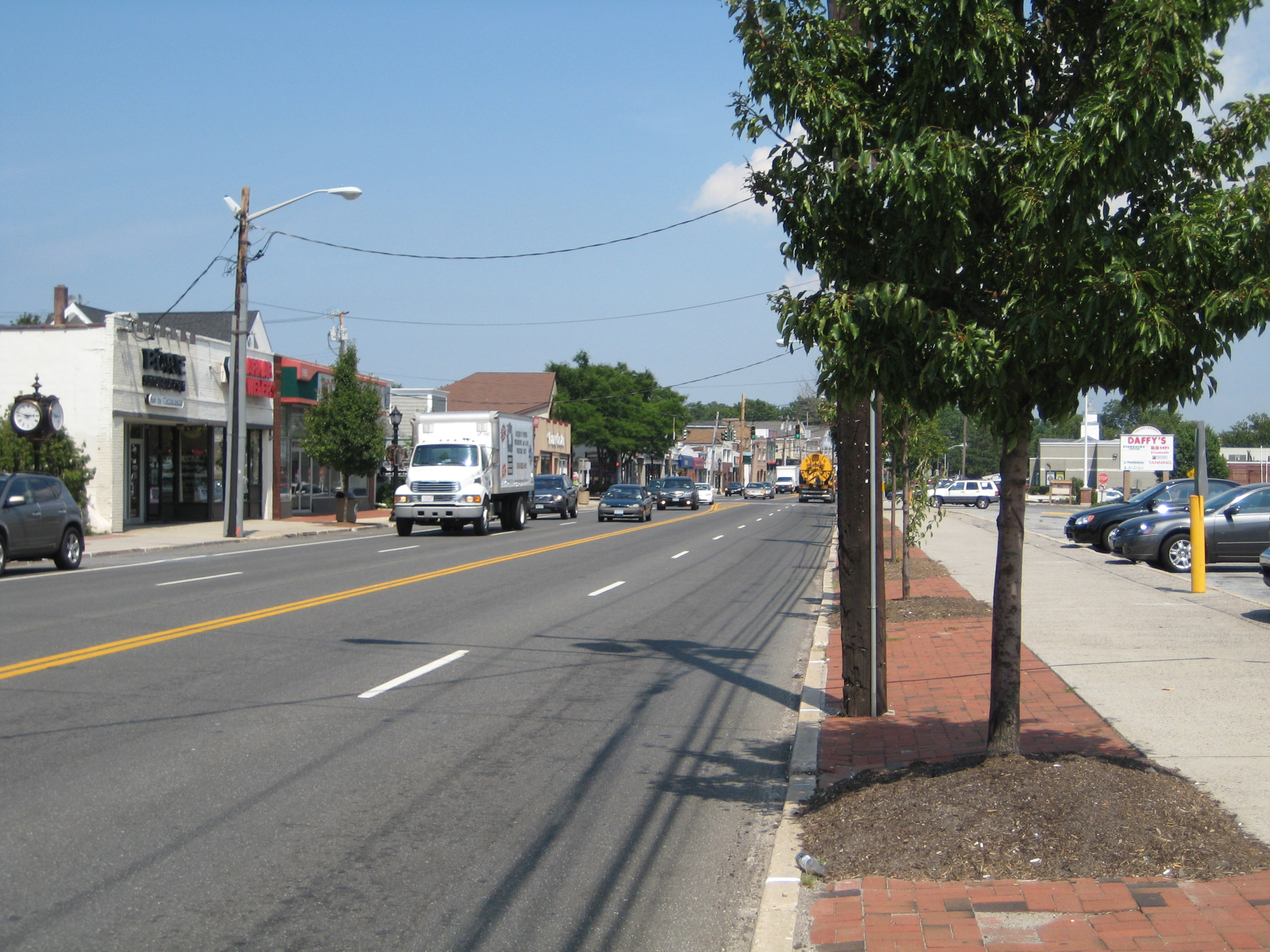
De hoofdstraat (Main Street) van Smithtown
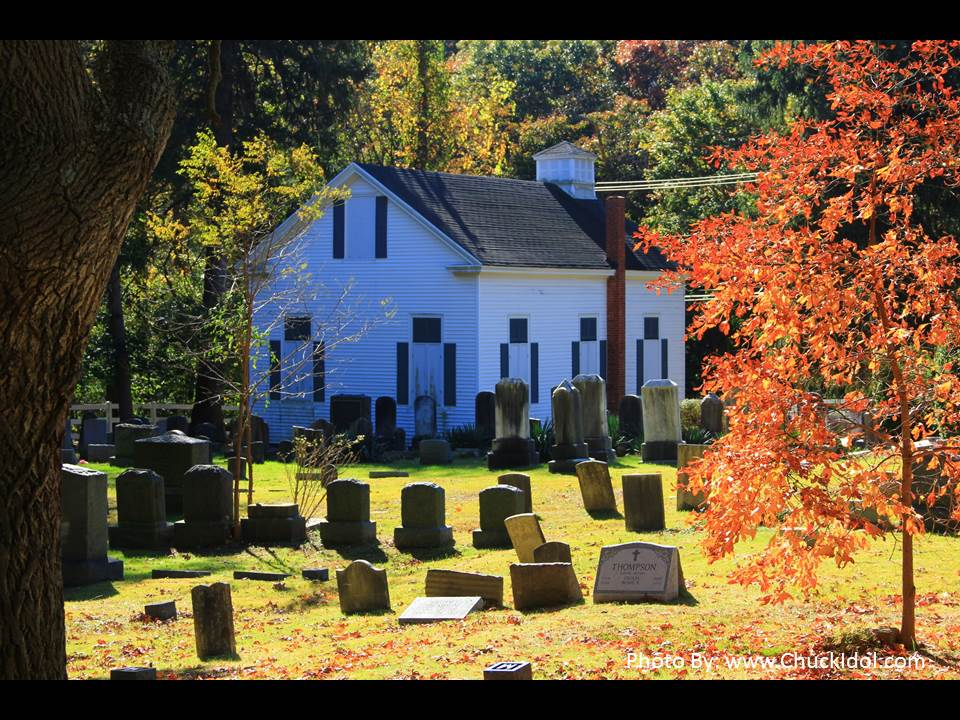
Kerk in Smithtown
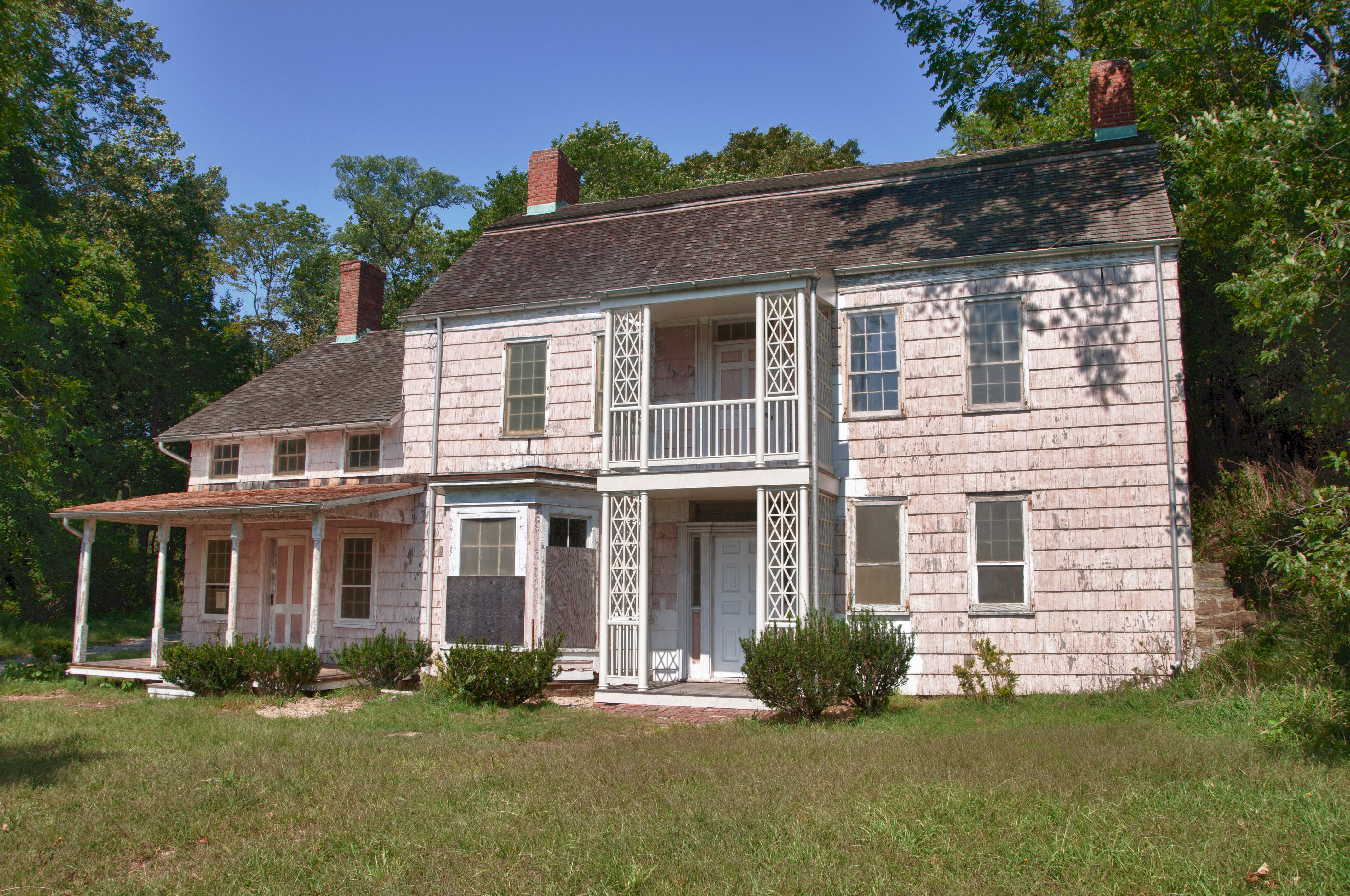
Miller House uit 1802 in Blydenburgh Park
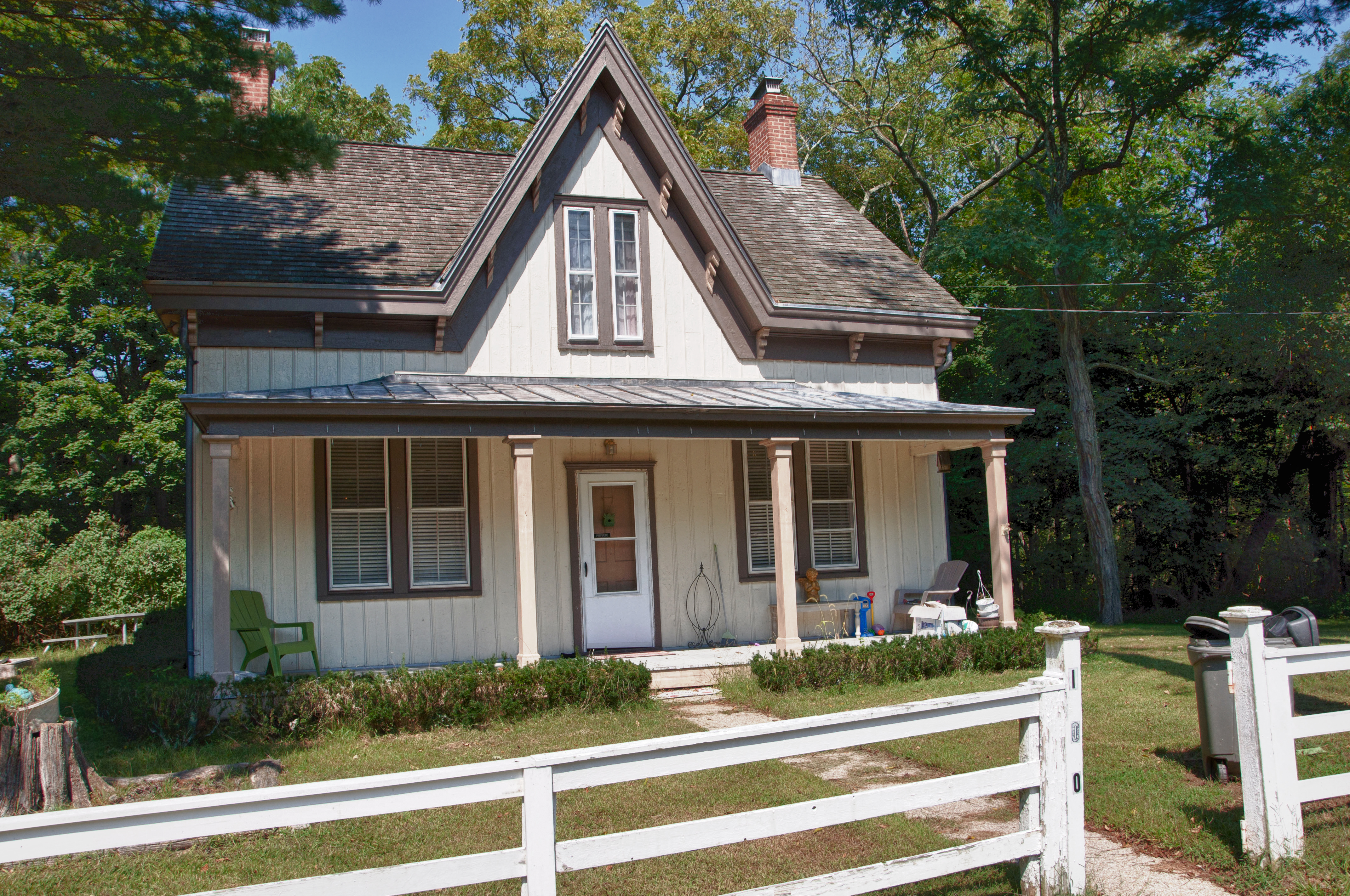
Boerenhuisje uit 1860 in Blydenburgh Park
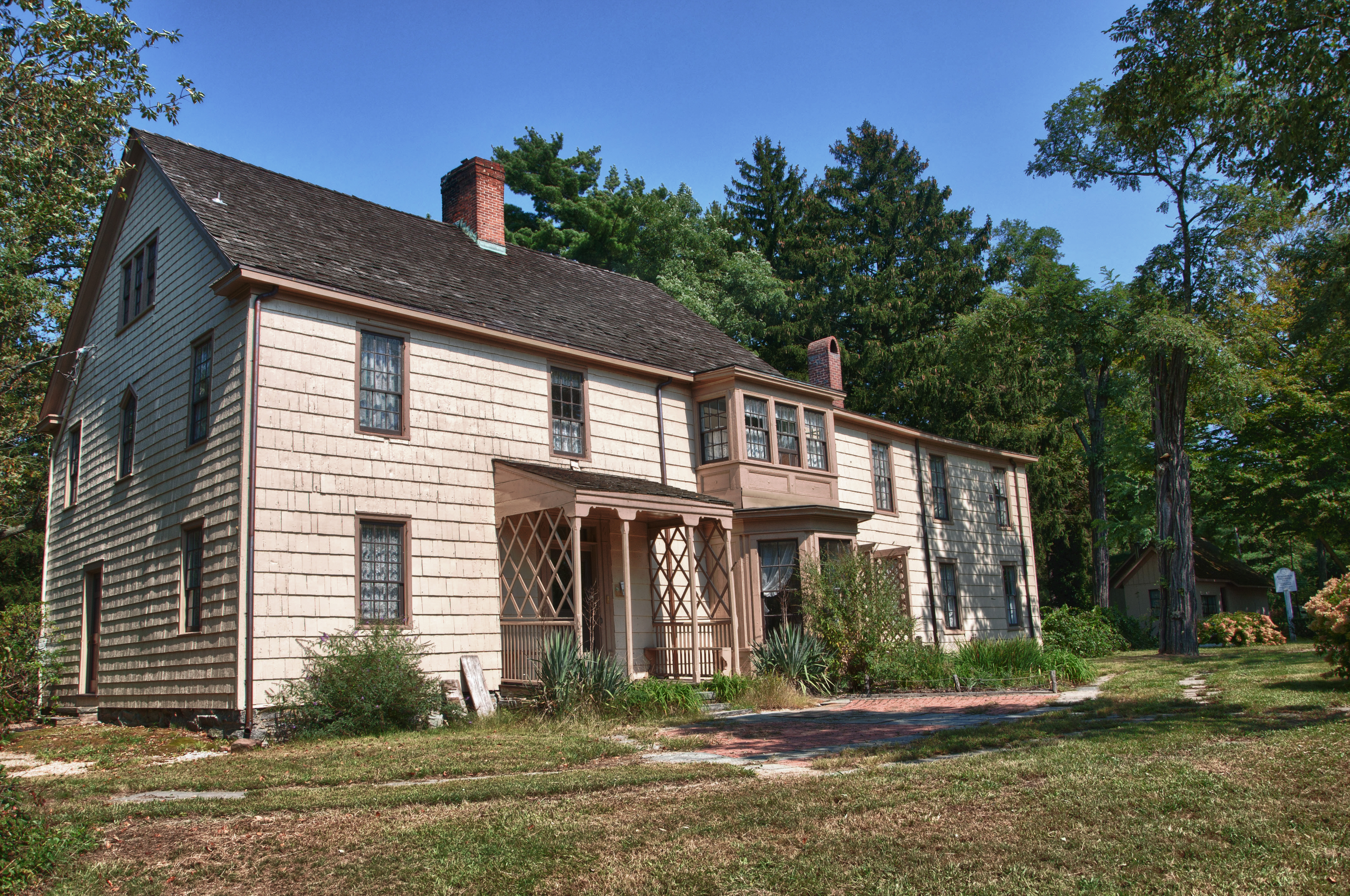
Boerenwoning uit 1821 in Blydenburgh Park
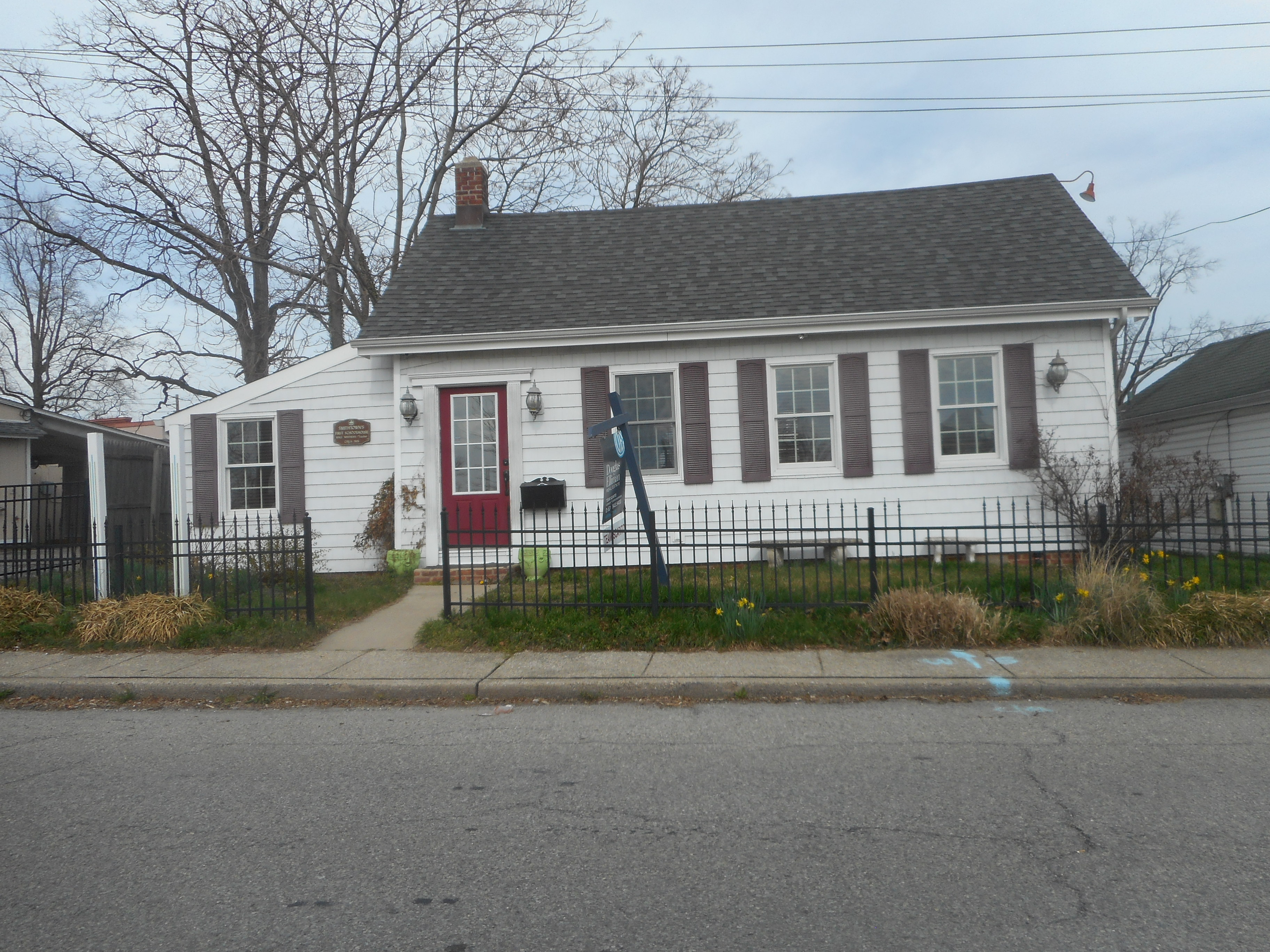
Eerste school van Smithtown in Village of the Branch
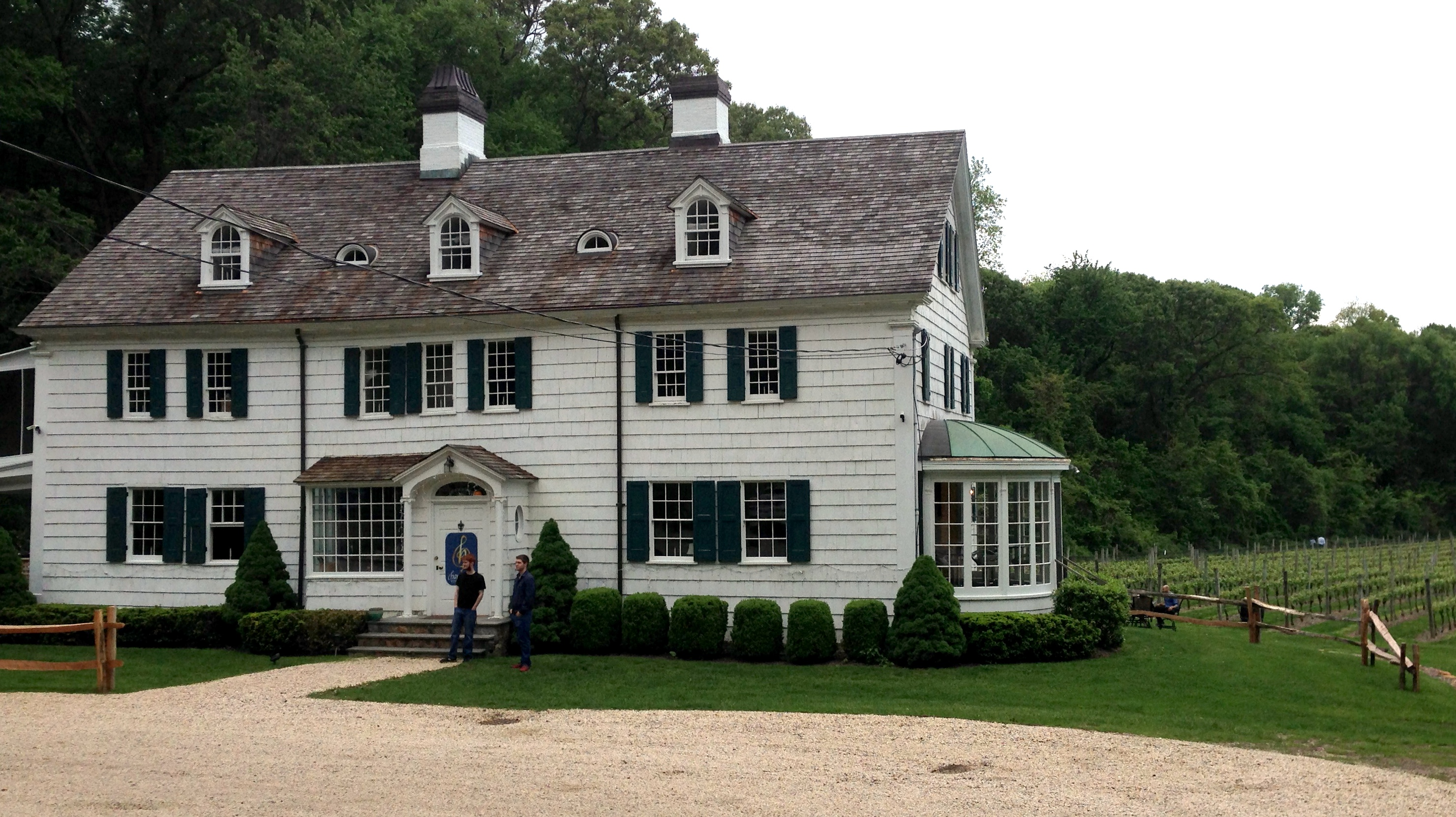
Voormalige boerderij in Head of the Harbor
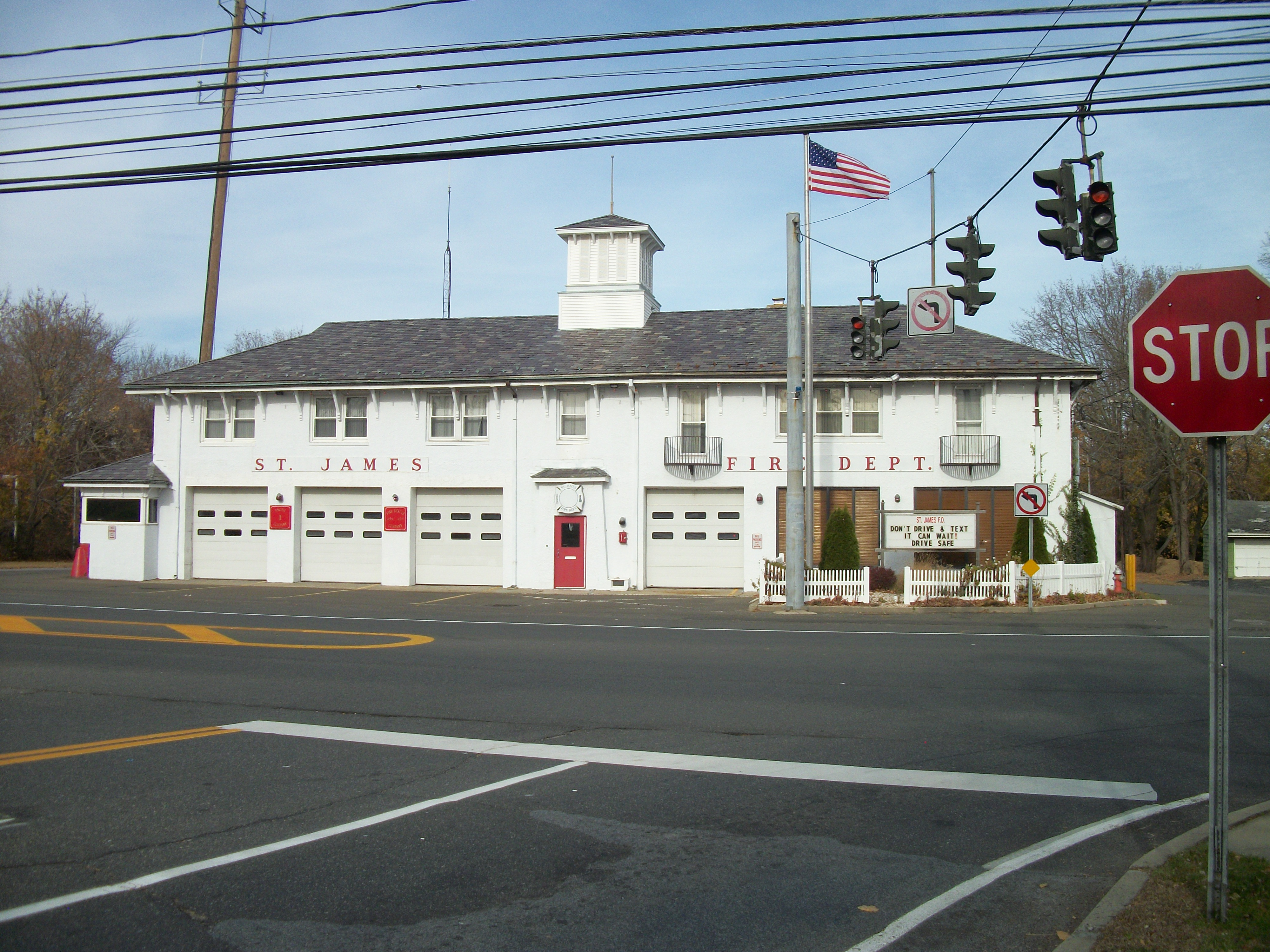
Brandweerkazerne in St. James
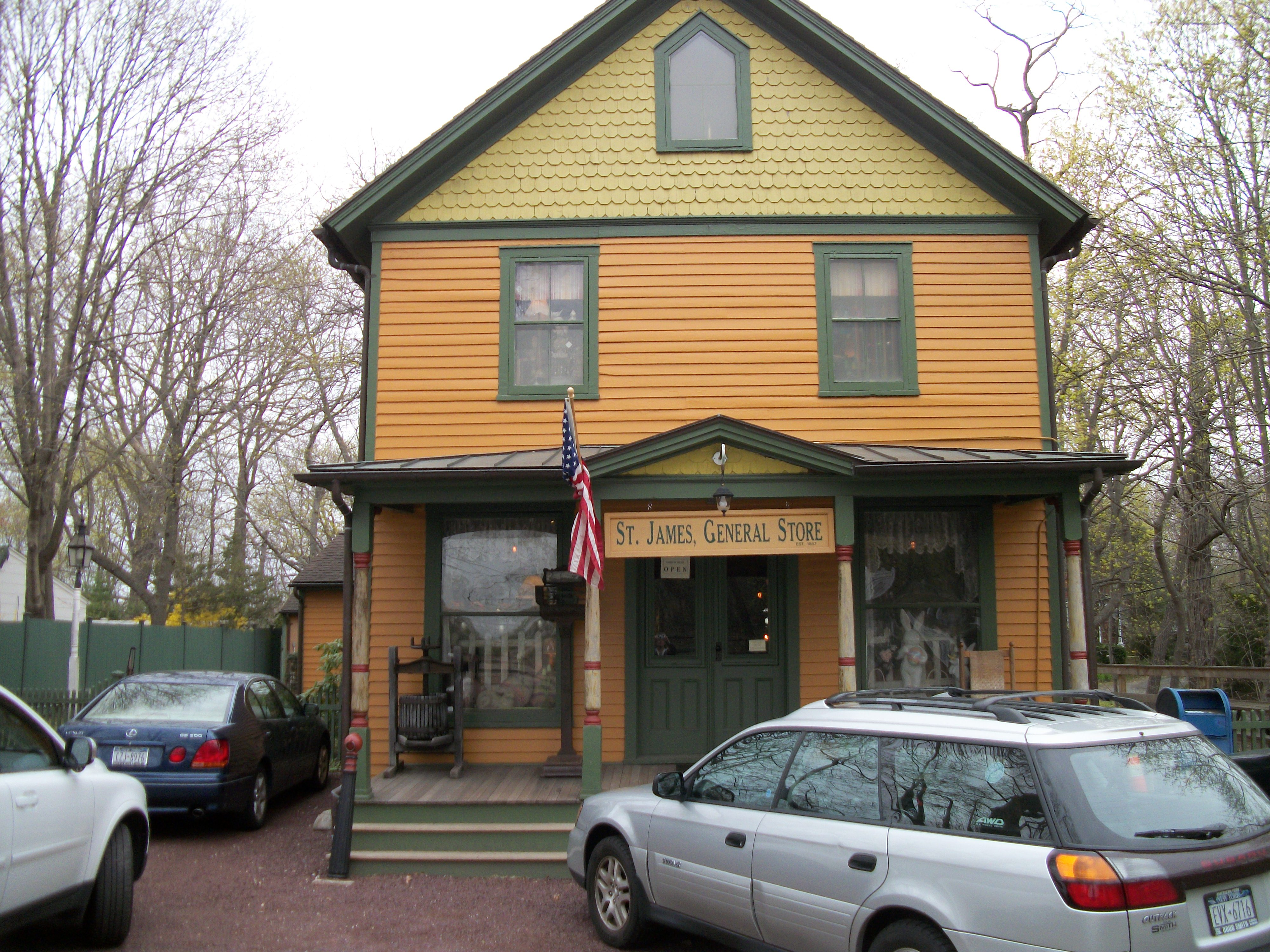
Kruidenier in St. James